# Paraná (rijeka)
Paraná je rijeka u Južnoj Americi. Najvažnija je rijeka velikog riječnog sustava (Bazen Parane) koji obuhvaća rijeke u južnom Brazilu, sjeveroistočnoj Argentini i Paragvaju koje se ulijevaju u Paranu. Parana s rijekom Urugvaj čini zajednički estuarij koji se naziva Rio de la Plata (Srebrna rijeka). To je najveći estuarij (prošireno riječno ušće) na svijetu.

## Zemljopis
Paraná nastaje u južnom Brazilu spajanjem rijeka Paranaiba i Rio Grande. U južnom Brazilu prima nekoliko većih pritoka (Paranapanema, Tiete). Rijeka Tiete izvire u planini Serra do Mar samo 22 km udaljena od Atlantskog oceana, ali ipak teče prema unutrašnjosti i ulijeva se u Paranu.
Na granici Brazila i Paragvaja je sagrađena brana Itaipu na kojoj je druga najveća hidroelektrana na svijetu (nakon hidroelektrane Tri klanca u Kini). Na rijeci Iguazú nedaleko od ušća u Paranu na tromeđi Brazila, Paragvaja i Argentine se nalaze vodopadi Iguazú, jedni od najpoznatijih vodopada na svijetu.
Najveći pritok Parane je rijeka Paragvaj. Nakon Paragvaja Parana teče kroz najnaseljeniji dio Argentine (pokraj gradova Rosario, Paraná, Santa Fe i Resistancia). Zajedno s rijekom Urugvaj se ulijeva u estuarij Rio de la Plata. Prije ušća u estuarij Paraná čini deltu, te je to poseban slučaj gdje jedna rijeka ima oba tipa ušća (i estuarij i deltu). Nedaleko od ušća Parane se nalazi glavni grad Argentine Buenos Aires.